# Death is Forever
Death Is Forever (roman non traduit en français), publié pour la première fois en 1992, est le douzième roman de John Gardner qui fait figurer l'agent secret James Bond (en comptant la novélisation de Permis de tuer).

## Synopsis
La guerre froide est terminée. Mais avant que le mur de Berlin ne tombe, « Cabal » était l'un des plus longs et des plus efficaces réseau d’espionnage de l'Ouest implanté dans le bloc de l'Est. Après que deux membres de Cabal aient été retrouvés mort dans des circonstances mystérieuses en Allemagne, M demande à Bond de faire équipe avec l'agent de la CIA 'Easy' St John pour mener l’enquête et retrouver les membres restant Cabal.
Bond et Easy se rendent vite compte qu'ils ne peuvent pas faire confiance aux membres survivants de Cabal et essayent de retrouver Wolfgang Weisen, un homme qui a passé une partie de son enfance avec Joseph Staline et qui est soupçonné de vouloir tuer les membres de Cabal un par un. 007 découvre alors que Weisen a élaboré un complot visant à faire renaître le communisme international...

## Personnages principaux
- James Bond
- Elizabeth Zara 'Easy' St John
- Wolfgang Wiesen, surnommé The Poison Dwarf
- Praxi Simeon, nom de code Cabal : Sulphur
- Harry Spraker, nom de code Cabal : Tester
- August Wimper, nom de code Cabal : Orphan
- Karl 'Bruin' Kuckuck, nom de code Cabal : Ariel
- Monika Haardt
- M

## Autour du livre
- Il s'agit du premier roman de James Bond qui est publié après la dissolution de l'Union soviétique.
- Le tunnel sous la Manche dans lequel se rend Bond était toujours en construction au moment où le roman fut écrit.
- Tous les chapitres, à l’exception du dernier, comportent le mot « Death » dans leurs titres.
- Bien que l'éditeur britannique Hodder & Stoughton y était farouchement opposé, James Bond pratique le sécurisexe dans ce roman. John Gardner avait insisté sur ce point auprès de l'éditeur, notamment à cause de l'épidémie de sida[1].